# アレクサンダー・キティノフ
アレクサンダー・キティノフ（マケドニア語: Александар Китинов, ラテン文字転写: Aleksandar Kitinov,  1971年1月13日 - ）は、北マケドニア・スコピエ出身の男子プロテニス選手。自己最高位はシングルス296位、ダブルス38位。ATPツアーでダブルス3勝を挙げた。身長190cm、体重88kg。右利き。

## 経歴
ユーゴスラビアの外交官であった父の赴任先であるオーストラリアで5歳からテニスを始めたキティノフは1992年にプロ入り。プロ入り後シングルスでは結果を残せず、90年代半ばから次第にダブルスに専念するようになる。
ダブルススペシャリストとなった90年代半ば以降、徐々にランクを上げ始めたキティノフは1997年9月、ブライトン国際でダブルス初優勝を遂げる。2ヶ月前の7月にはテニス殿堂選手権でも準優勝を遂げており、同年以降はダブルスのトップ100にも定着。1999年にはダブルスにおいて1度の優勝と3度の準優勝というキャリア最高の一年を送り、同年11月にランキング自己最高の38位をマークした。
ユーゴスラビアからの独立間もないマケドニアにおいて早くから国際的活躍を果たしたキティノフであるが、2003年に彼が引退して以降、後に続く選手が現れていないのが現状である。

## ATPツアー決勝進出結果

### ダブルス：7回（3勝4敗）
| 結果   | No. | 決勝日         | 大会               | サーフェス        | パートナー           | 対戦相手                                          | スコア              |
| ------ | --- | -------------- | ------------------ | ----------------- | -------------------- | ------------------------------------------------- | ------------------- |
| 準優勝 | 1.  | 1997年7月13日  | ニューポート       | 芝                | ケント・キニアー     | ジャスティン・ギメルストブ ブレット・スティーブン | 3–6, 4–6            |
| 優勝   | 1.  | 1997年9月14日  | ボーンマス         | クレー            | ケント・キニアー     | アルベルト・マルティン クリス・ウィルキンソン     | 7–6, 6–2            |
| 準優勝 | 2.  | 1999年2月14日  | サンノゼ           | ハード (室内)     | ネナド・ジモニッチ   | トッド・ウッドブリッジ マーク・ウッドフォード     | 5–7, 7–6(3), 4–6    |
| 準優勝 | 3.  | 1999年7月11日  | グシュタード       | クレー            | エリック・タイノ     | ドナルド・ジョンソン シリル・スーク               | 5–7, 6–7(4)         |
| 準優勝 | 4.  | 1999年7月25日  | シュトゥットガルト | クレー            | ジャック・ウェイト   | ジャイミ・オンシンス ダニエル・オルサニッチ       | 2–6, 1–6            |
| 優勝   | 2.  | 1999年10月10日 | バーゼル           | カーペット (室内) | ブレント・ヘイガース | イジー・ノバク ダビド・リクル                     | 0–6, 6–4, 7–5       |
| 優勝   | 3.  | 2001年9月16日  | ブカレスト         | クレー            | ヨハン・ランスベリ   | パブロ・アルバーノ マルク＝ケビン・ゲルナー       | 6–4, 6–7(5), [10-6] |